# Atelopus oxyrhynchus
Atelopus oxyrhynchus é uma espécie de sapo da família Bufonidae. Ele é endêmico na Venezuela. Seu habitat natural são as florestas úmidas de montanhas, em áreas tropicais e subtropicais, e rios. Está ameaçado pela perda do seu habitat.